# Det erotiske menneske
Det erotiske menneske er en dansk spillefilm fra 2010 med instruktion og manuskript af Jørgen Leth. Arbejdet med filmen strakte sig gennem 10-15 år.

## Handling
Antropologen, i Jørgen Leths skikkelse, leder og samler materiale, der fører til studier af erotikkens væsen og betydning. Han vil undersøge, hvad der gør, at erotikken betyder så meget i menneskenes liv. Han vil prøve at skabe et køligt overblik. Det er en vanskelig opgave. Det er også brandfarligt. Det må behandles med varsomhed. Filmveteranens afsøgning af temaet bringer ham til eksotiske steder som Sao Paulo, Rio de Janeiro, Belém, Panama City, Jacmel, Dakar og Manila, steder hvor han ved, erotikken findes i diverse former.